# Caroline Garcia
Caroline Garcia (Saint-Germain-en-Laye, 1993. október 16. –) francia profi teniszezőnő, Grand Slam-tornagyőztes, év végi világbajnok (2022), olimpikon.
2011 óta profi teniszjátékos. 11 egyéni és nyolc páros WTA-tornagyőzelemmel rendelkezik, emellett egy egyéni és egy páros WTA 125K-, valamint egy egyéni és két páros ITF-tornagyőzelmet is szerzett.
A Grand Slam-tornák közül a legjobb eredményt párosban érte el, amikor Kristina Mladenoviccsal megnyerte a 2016-os és a 2022-es Roland Garros női páros versenyt. Egyéniben a legjobb eredményét a 2022-es US Openen érte el, amelyen az elődöntőbe jutott. A 2017-es év végi világbajnokságon elődöntős volt, 2022-ben megszerezte a trófeát. Legjobb világranglista-helyezése egyéniben a 2018. szeptember 10-én elért 4. hely, párosban legjobb eredményeként 2016. október 24-én a 2. helyen állt.
2013 óta szerepel a francia Fed-kupa-válogatottban, 2019-ben tagja volt a trófeát elnyerő francia csapatnak. A 2016-os riói olimpián egyéniben és párosban is indult Franciaország színeiben.

## Grand Slam döntői

### Páros (2-1)
| Eredmény | Év   | Torna         | Borítás | Partner             | Ellenfelek a döntőben                 | Eredmény         |
| Győztes  | 2016 | Roland Garros | Salak   | Kristina Mladenovic | Jekatyerina Makarova Jelena Vesznyina | 6–3, 2–6, 6–4    |
| Döntős   | 2016 | US Open       | Kemény  | Kristina Mladenovic | Bethanie Mattek-Sands Lucie Šafářová  | 6–2, 6–7(5), 4–6 |
| Győztes  | 2022 | Roland Garros | Salak   | Kristina Mladenovic | Cori Gauff Jessica Pegula             | 2–6, 6–3, 6–2    |

## WTA döntői (19–14)

### Egyéni (11–4)
| Összesítés            |                              |
| Grand Slam-torna (0)  |                              |
| Premier Mandatory (1) | WTA 1000 (kötelező)* (0)     |
| Premier Five (1)      | WTA 1000 (nem kötelező)* (1) |
| Premier (0)           | WTA 500* (0)                 |
| International (5)     | WTA 250* (2)                 |
| WTA Finals (1)        |                              |

| Döntők borítás szerint |
| ---------------------- |
| Kemény (5–3)           |
| Salak (3–1)            |
| Fű (3–0)               |
| Szőnyeg (0–0)          |

| Eredmény | No. | Dátum                | Torna                                                   | Borítás    | Ellenfél             | Eredmény            |
| -------- | --- | -------------------- | ------------------------------------------------------- | ---------- | -------------------- | ------------------- |
| Győztes  | 1.  | 2014. április 13.    | Copa Colsanitas, Bogotá, Kolumbia                       | Salak      | Jelena Janković      | 6–3, 6–4            |
| Döntős   | 1.  | 2015. február 28.    | Abierto Mexicano Telcel, Acapulco, Mexikó               | Kemény     | Bacsinszky Tímea     | 3–6, 0–6            |
| Döntős   | 2.  | 2015. március 9.     | Monterrey Open, Monterrey, Mexikó                       | Kemény     | Bacsinszky Tímea     | 6–4, 2–6, 4–6       |
| Győztes  | 2.  | 2016. május 21.      | Internationaux de Strasbourg, Strasbourg, Franciaország | Salak      | Mirjana Lučić-Baroni | 6–4, 6–1            |
| Győztes  | 3.  | 2016. június 19.     | Mallorca Open, Mallorca, Spanyolország                  | Fű         | Anastasija Sevastova | 6–3, 6–4            |
| Győztes  | 4.  | 2017. szeptember 30. | Wuhan Open, Vuhan, Kína                                 | Kemény     | Ashleigh Barty       | 6–7(3), 7–6(4), 6–2 |
| Győztes  | 5.  | 2017. október 8.     | China Open, Peking, Kína                                | Kemény     | Simona Halep         | 6–4, 7–6(3)         |
| Győztes  | 6.  | 2018. október 14.    | Tianjin Open, Tiencsin, Kína                            | Kemény     | Karolína Plíšková    | 7–6(7), 6–3         |
| Döntős   | 3.  | 2019. május 25.      | Internationaux de Strasbourg, Strasbourg, Franciaország | Salak      | Dajana Jasztremszka  | 4–6, 7–5, 6–7(3)    |
| Győztes  | 7.  | 2019. június 16.     | Nottingham Open, Nottingham, Egyesült Királyság         | Fű         | Donna Vekić          | 2–6, 7–6(4), 7–6(4) |
| Győztes  | 8.  | 2022. június 25.     | Bad Homburg Open, Bad Homburg, Németország              | Fű         | Bianca Andreescu     | 6–7(5), 6–4, 6–4    |
| Győztes  | 9.  | 2022. július 31.     | Poland Open, Varsó, Lengyelország                       | Salak      | Ana Bogdan           | 6–4, 6–1            |
| Győztes  | 10. | 2022. augusztus 21.  | Cincinnati Open, Mason (Ohio), Egyesült Államok         | Kemény     | Petra Kvitová        | 6–2, 6–4            |
| Győztes  | 11. | 2022. november 7.    | 2022-es WTA Finals, Fort Worth, Egyesült Államok        | Kemény (f) | Arina Szabalenka     | 7–6(4), 6–4         |
| Döntős   | 4.  | 2023. március 5.     | Monterrey Open, Monterrey, Mexikó                       | Kemény     | Donna Vekić          | 4–6, 6–3, 5–7       |

### Páros (8–11)
| Összesítés            |                              |
| Grand Slam-torna (2)  |                              |
| Premier Mandatory (1) | WTA 1000 (kötelező)* (0)     |
| Premier Five (0)      | WTA 1000 (nem kötelező)* (0) |
| Premier (3)           | WTA 500* (1)                 |
| International (1)     | WTA 250* (0)                 |
| WTA Finals (0)        |                              |

| Döntők borítás szerint |
| ---------------------- |
| Kemény (0–10)          |
| Salak (6–1)            |
| Fű (2–0)               |
| Szőnyeg (0–0)          |

| Eredmény | Ssz. | Dátum                | Verseny                                                    | Borítás      | Partner                | Ellenfél                               | Eredmény            |
| -------- | ---- | -------------------- | ---------------------------------------------------------- | ------------ | ---------------------- | -------------------------------------- | ------------------- |
| Győztes  | 1.   | 2014. április 12.    | Copa Colsanitas, Bogotà, Kolumbia                          | Salak        | Lara Arruabarrena      | Vania King Chanelle Scheepers          | 7–6(5), 6–4         |
| Döntős   | 1.   | 2014. szeptember 27. | Wuhan Open, Vuhan, Kína                                    | Kemény       | Cara Black             | Martina Hingis Flavia Pennetta         | 4–6, 7–5, [10–12]   |
| Döntős   | 2.   | 2014. október 12.    | Generali Ladies Linz, Linz, Ausztria                       | Kemény (f)   | Annika Beck            | Raluca Olaru Ana Tatisvili             | 2–6, 1–6            |
| Döntős   | 3.   | 2014. október 18.    | Kreml Kupa, Moszkva, Oroszország                           | Kemény (f)   | Arantxa Parra Santonja | Martina Hingis Flavia Pennetta         | 3–6, 5–7            |
| Döntős   | 4.   | 2015. január 10.     | Brisbane International, Brisbane, Ausztrália               | Kemény       | Katarina Srebotnik     | Martina Hingis Sabine Lisicki          | 2–6, 5–7            |
| Döntős   | 5.   | 2015. április 26.    | Porsche Tennis Grand Prix, Stuttgart, Németország          | Salak (f)    | Katarina Srebotnik     | Bethanie Mattek-Sands Lucie Šafářová   | 4–6, 3–6            |
| Győztes  | 2.   | 2015. május 27.      | Aegon International, Eastbourne, Egyesült Királyság        | Fű           | Katarina Srebotnik     | Csan Jung-zsan Cseng Csie              | 7–6( 5), 6–2        |
| Döntős   | 6.   | 2015. augusztus 16.  | Rogers Cup, Toronto, Kanada                                | Kemény       | Katarina Srebotnik     | Bethanie Mattek-Sands Lucie Šafářová   | 1–6, 2–6            |
| Döntős   | 7.   | 2016. január 16.     | Apia International Sydney, Sydney, Ausztrália              | Kemény       | Kristina Mladenovic    | Martina Hingis Szánija Mirza           | 6–1, 5–7, [5–10]    |
| Döntős   | 8.   | 2016, február 20.    | Dubai Tennis Championships, Dubaj, Egyesült Arab Emírségek | Kemény       | Kristina Mladenovic    | Csuang Csia-jung Darija Jurak          | 4–6, 4–6            |
| Győztes  | 3.   | 2016. április 10.    | Charleston Open, Charleston, Amerikai Egyesült Államok     | Salak (zöld) | Kristina Mladenovic    | Bethanie Mattek-Sands Lucie Šafářová   | 6–2, 7–5            |
| Győztes  | 4.   | 2016. április 24.    | Porsche Tennis Grand Prix, Stuttgart, Németország          | Salak (f)    | Kristina Mladenovic    | Martina Hingis Szánija Mirza           | 2-6, 6-1, [10-6]    |
| Győztes  | 5.   | 2016. május 7.       | Madrid Open, Madrid, Spanyolország                         | Salak        | Kristina Mladenovic    | Martina Hingis Szánija Mirza           | 6-4, 6-4            |
| Győztes  | 6.   | 2016. június 5.      | Roland Garros, Párizs, Franciaország                       | Salak        | Kristina Mladenovic    | Jekatyerina Makarova Jelena Vesznyina  | 6–3, 2–6, 6–4       |
| Döntős   | 9.   | 2016. szeptember 11. | US Open, New York, Egyesült Államok                        | Kemény       | Kristina Mladenovic    | Bethanie Mattek-Sands Lucie Šafářová   | 6–2, 6–7(5), 4–6    |
| Döntős   | 10.  | 2016. október 9.     | China Open, Peking, Kína                                   | Kemény       | Kristina Mladenovic    | Bethanie Mattek-Sands Lucie Šafářová   | 4–6, 4–6            |
| Győztes  | 7.   | 2022. június 5.      | Roland Garros, Párizs, Franciaország                       | Salak        | Kristina Mladenovic    | Cori Gauff Jessica Pegula              | 2–6, 6–3, 6–2       |
| Győztes  | 8.   | 2023. június 25.     | German Open, Berlin, Németország                           | Fű           | Luisa Stefani          | Kateřina Siniaková Markéta Vondroušová | 4–6, 7–6(8), [10–4] |
| Döntős   | 11.  | 2024. január 14.     | Adelaide International, Adelaide, Ausztrália               | Kemény       | Kristina Mladenovic    | Beatriz Haddad Maia Taylor Townsend    | 5–7, 3–6            |

## WTA 125K-döntői

### Egyéni: 2 (1–1)
| Eredmény | Gy–V | Dátum              | Torna                          | Borítás    | Ellenfél                  | Eredmény |
| -------- | ---- | ------------------ | ------------------------------ | ---------- | ------------------------- | -------- |
| Győztes  | 1–0  | 2015. november 14. | Open de Limoges, Franciaország | Kemény (f) | Louisa Chirico            | 6–1, 6–3 |
| Döntős   | 1–1  | 2016. november 19. | Open de Limoges, Franciaország | Kemény (f) | Jekatyerina Alekszandrova | 4–6, 0–6 |

### Páros: 1 (1–0)
| Result  | Gy–V | Dátum             | Torna               | Borítás | Partner            | Ellenfél                               | Eredmény |
| ------- | ---- | ----------------- | ------------------- | ------- | ------------------ | -------------------------------------- | -------- |
| Győztes | 1–0  | 2013. november 9. | Taipei Open, Tajvan | Szőnyeg | Jaroszlava Svedova | Anna-Lena Friedsam Alison Van Uytvanck | 6–3, 6–3 |

## ITF-döntői

### Egyéni: 4 (1–3)
| $100,000 torna |
| $75,000 torna  |
| $50,000 torna  |
| $25,000 torna  |
| $10,000 torna  |

| Result  | Gy–V | Dátum               | Torna                             | Borítás | Ellenfél             | Eredmény      |
| ------- | ---- | ------------------- | --------------------------------- | ------- | -------------------- | ------------- |
| Döntős  | 0–1  | 2010. július 11.    | ITF Aschaffenburg, Németország    | Salak   | Mădălina Gojnea      | 1–6, 0–6      |
| Döntős  | 0–2  | 2011. április 17.   | ITF Osprey, USA                   | Salak   | Claire de Gubernatis | 4–6, 4–6      |
| Döntős  | 0–3  | 2011. augusztus 13. | ITF Kazán, Oroszország            | Kemény  | Julija Putyinceva    | 4–6, 2–6      |
| Győztes | 1–3  | 2013. május 12.     | ITF Cagnes-sur-Mer, Franciaország | Salak   | Marina Zanevszka     | 6–0, 4–6, 6–3 |

### Páros: 4 (2–2)
| Eredmény | Gy–V | Dátum                | Torna                            | Borítás | Partner           | Ellenfelek                            | Eredmény            |
| -------- | ---- | -------------------- | -------------------------------- | ------- | ----------------- | ------------------------------------- | ------------------- |
| Győztes  | 1–0  | 2009. szeptember 27. | ITF Espinho, Portugália          | Salak   | Elixane Lechemia  | Misel Ohremcsuk Morgane Pons          | 7–5, 6–1            |
| Döntős   | 1–1  | 2010. október 10.    | ITF Limoges, Franciaország       | Salak   | Claire Feuerstein | Ljudmila Kicsenok Nagyija Kicsenok    | 7–6(5), 4–6, [8–10] |
| Győztes  | 2–1  | 2011. május 15.      | ITF Saint-Gaudens, Franciaország | Salak   | Aurélie Védy      | Anasztaszija Pivovarova Olha Szavcsuk | 6–3, 6–3            |
| Döntős   | 2–2  | 2012. október 21.    | ITF Makinohara, Japán            | Fű      | Monique Adamczak  | Hozumi Eri Kato Miju                  | 6–7(6), 3–6         |

## Eredményei Grand Slam-tornákon

### Egyéni
| Grand Slam | Australian Open | Australian Open  | Roland Garros | Roland Garros       | Wimbledon     | Wimbledon            | US Open       | US Open             |
| Év         | Eredmény        | Utolsó ellenfél  | Eredmény      | Utolsó ellenfél     | Eredmény      | Utolsó ellenfél      | Eredmény      | Utolsó ellenfél     |
| 2010       | –               | –                | Selejtező(Q1) | Selejtező(Q1)       | –             | –                    | –             | –                   |
| 2011       | 2. kör          | Morita Ajumi     | 2. kör        | Marija Sarapova     | Selejtező(Q2) | Selejtező(Q2)        | Selejtező(Q1) | Selejtező(Q1)       |
| 2012       | Selejtező(Q3)   | Selejtező(Q3)    | 1. kör        | Dinah Pfiznmaier    | Selejtező(Q1) | Selejtező(Q1)        | Selejtező(Q2) | Selejtező(Q2)       |
| 2013       | 1. kör          | Jelena Vesznyina | 2. kör        | Serena Williams     | 2. kör        | Serena Williams      | 2. kör        | Laura Robson        |
| 2014       | 1. kör          | Alla Kudrjavceva | 1. kör        | Ana Ivanović        | 3. kör        | Jekatyerina Makarova | 1. kör        | Nicole Gibbs        |
| 2015       | 3. kör          | Eugenie Bouchard | 1. kör        | Donna Vekić         | 1. kör        | Heather Watson       | 1. kör        | Andrea Petković     |
| 2016       | 1. kör          | Barbora Strýcová | 2. kör        | Agnieszka Radwańska | 2. kör        | Kateřina Siniaková   | 3. kör        | Agnieszka Radwańska |
| 2017       | 3. kör          | Barbora Strýcová | Negyeddöntő   | Karolína Plíšková   | 4. kör        | Konta Johanna        | 3. kör        | Petra Kvitová       |
| 2018       | 4. kör          | Madison Keys     | 4. kör        | Angelique Kerber    | 1. kör        | Belinda Bencic       | 3. kör        | C Suárez Navarro    |
| 2019       | 3. kör          | Danielle Collins | 2. kör        | Anna Blinkova       | 1. kör        | Csang Suaj           | 1. kör        | Unsz Dzsábir        |
| 2020       | 2. kör          | Unsz Dzsábir     | 4. kör        | Elina Szvitolina    | elmaradt      | elmaradt             | 3. kör        | Jennifer Brady      |
| 2021       | 2. kör          | Ószaka Naomi     | 2. kör        | Polona Hercog       | 1. kör        | Jessica Pegula       | 2. kör        | Jelena Ribakina     |
| 2022       | 1. kör          | Hailey Baptiste  | 2. kör        | Madison Keys        | 4. kör        | Marie Bouzková       | Elődöntő      | Unsz Dzsábir        |
| 2023       | 4. kör          | Magda Linette    | 2. kör        | Anna Blinkova       | 3. kör        | Marie Bouzková       | 1. kör        | Vang Ja-fan         |
| 2024       | 2. kör          | Magdalena Fręch  | 2. kör        | Sofia Kenin         | 2. kör        | Bernarda Pera        | 1. kör        | Renata Zarazúa      |
| 2025       | 1. kör          | Ószaka Naomi     | 1. kör        | Bernarda Pera       |               |                      |               |                     |

### Páros
| Grand Slam | Australian Open          | Australian Open                    | Roland Garros             | Roland Garros                   | Wimbledon                  | Wimbledon                          | US Open                         | US Open                         |
| Év         | Eredmény Partner         | Utolsó ellenfél                    | Eredmény Partner          | Utolsó ellenfél                 | Eredmény Partner           | Utolsó ellenfél                    | Eredmény Partner                | Utolsó ellenfél                 |
| 2011       | –                        | –                                  | 1. kör Aurélie Védy       | Sofia Arvidsson Kaia Kanepi     | –                          | –                                  | –                               | –                               |
| 2012       | –                        | –                                  | 1. kör Mathilde Johansson | Eléni Danjilídu Mandy Minella   | –                          | –                                  | –                               | –                               |
| 2013       | –                        | –                                  | 2. kör Mathilde Johansson | A Pavljucsenkova Lucie Šafářová | Selejtező(Q1)              | Selejtező(Q1)                      | 2. kör Alizé Cornet             | J Makarova J Vesznyina          |
| 2014       | 3. kör Alizé Cornet      | Raquel Atawo Abigail Spears        | 1. kör Alizé Cornet       | K Mladenovic Flavia Pennetta    | 2. kör Alizé Cornet        | Raquel Atawo Abigail Spears        | 2. kör Monica Niculescu         | Cara Black Szánija Mirza        |
| 2015       | 3. kör K Srebotnik       | B Mattek-Sands Lucie Šafářová      | 3. kör K Srebotnik        | Casey Dellacqua J Svedova       | 2. kör K Srebotnik         | A-L Grönefeld Coco Vandeweghe      | Negyeddöntő K Srebotnik         | A-L Grönefeld Coco Vandeweghe   |
| 2016       | 3. kör K Mladenovic      | Julia Görges Ka Plíšková           | Győzelem K Mladenovic     | J Makarova J Vesznyina          | Negyeddöntő K Mladenovic   | Julia Görges Karolína Plíšková     | Döntő K Mladenovic              | B Mattek Sands Lucie Šafářová   |
| 2017       | Elődöntő K Mladenovic    | A Hlaváčková Peng Suaj             | –                         | –                               | –                          | –                                  | –                               | –                               |
| 2018–2020  | –                        | –                                  | –                         | –                               | –                          | –                                  | –                               | –                               |
| 2021       | –                        | –                                  | –                         | –                               | 1. kör Gabriela Dabrowski  | Aojama Súko Sibahara Ena           | 1. kör Nadia Podoroska          | I-C Begu Andreea Mitu           |
| 2022       | 2. kör K Mladenovic      | V Kugyermetova Elise Mertens       | Győzelem K Mladenovic     | Cori Gauff Jessica Pegula       | –                          | –                                  | Negyeddöntő Kristina Mladenovic | Caroline Dolehide Storm Sanders |
| 2023       | –                        | –                                  | –                         | –                               | Negyeddöntő Luisa Stefani  | Hszie Su-vej Barbora Strýcová      |                                 |                                 |
| 2024       | Negyeddöntő K Mladenovic | Ljudmila Kicsenok Jeļena Ostapenko | –                         | –                               | 3. kör Kristina Mladenovic | Caroline Dolehide Desirae Krawczyk | –                               | –                               |
| 2025       | –                        | –                                  | 3. kör Diane Parry        | Mirra Andrejeva Gyiana Snajgyer |                            |                                    |                                 |                                 |

## Részvételei az év végi bajnokságokon
- KM=csoportkör; ND=negyeddöntő; ED=elődöntő; D=döntő; GY=győztes; NK=nem kvalifikálta magát; ELM=elmaradt.

| Torna                   | 2010 | 2011 | 2012 | 2013 | 2014 | 2015 | 2016 | 2017 | 2018 | 2019 | 2020 | 2021 | 2022 | Gy–V |
| ----------------------- | ---- | ---- | ---- | ---- | ---- | ---- | ---- | ---- | ---- | ---- | ---- | ---- | ---- | ---- |
| WTA Finals egyéni       | NK   | NK   | NK   | NK   | NK   | NK   | NK   | ED   | NK   | NK   | ELM  | NK   | Gy   | 6–3  |
| WTA Elite Trophy egyéni | NK   | NK   | NK   | NK   | NK   | NK   | NK   | NK   | KM   | NK   | ELM  | ELM  | –    | 1–1  |

## Pénzdíjai
| Év        | GS-győzelem | WTA-győzelem | Megnyert tornák | Pénzdíjazás (US $) | Hely. |
| --------- | ----------- | ------------ | --------------- | ------------------ | ----- |
| 2010-2012 | 0           | 0            | 0               | 261 954            | N/A   |
| 2013      | 0           | 0            | 0               | 286 677            | 89    |
| 2014      | 0           | 1            | 1               | 698 532            | 39    |
| 2015      | 0           | 0            | 0               | 902 708            | 34    |
| 2016      | 0           | 2            | 2               | 1 804 200          | 17    |
| 2017      | 0           | 2            | 2               | 3 427 150          | 8     |
| 2018      | 0           | 1            | 1               | 2 039 824          | 20.   |
| 2019      | 0           | 1            | 1               | 778 316            | 52.   |
| 2020      | 0           | 0            | 0               | 532 140            | 38.   |
| 2021      | 0           | 0            | 0               | 598 223            | 58.   |
| 2022      | 0           | 4            | 4               | 3 729 317          | 3.    |
| Karrier*  | 0           | 11           | 11              | 15 352 991         | 29.   |

- 2023. január 28-ai állapot

## Év végi világranglista-helyezései
| Év     | 2009 | 2010 | 2011 | 2012 | 2013 | 2014 | 2015 | 2016 | 2017 | 2018 | 2019 | 2020 | 2021 | 2022 | 2023 | 2024 |
| Egyéni | 681. | 280. | 146. | 138. | 74.  | 38.  | 35.  | 24.  | 8.   | 19.  | 45.  | 43.  | 74.  | 4.   | 20.  | 51.  |
| Páros  | 887. | 601. | 309. | 167. | 115. | 26.  | 14.  | 2.   | 73.  | –    | 247. | 143. | 172. | 26.  | 90.  | 76.  |